# Mémoires d'un jeune homme devenu vieux
Mémoires d’un jeune homme devenu vieux est une œuvre posthume de Gilles Barbedette parue en 1993 aux Éditions Gallimard. Édité par les soins de René de Ceccatty, ce journal intime est composé de carnets et de textes dispersés retrouvés à la mort de l’auteur.

## Commentaires
L’écriture fragmentaire de ce journal est caractéristique des derniers textes d’écrivains décédés dans les Années SIDA. L’auteur évoque son compagnon, Jean Blancart, disparu avant lui. Il décrit sa vie de malade, il exprime aussi la volonté de poursuivre son œuvre littéraire malgré sa faiblesse.

## Extraits
- Ce qui me terrorise, c’est la capacité d’oubli des êtres humains. L’oubli, c’est la barbarie, la fin de la politesse, l’abolition du sentiment, le plaisir terne et raté des jours sans lendemain.